# 国際学校スポーツ連盟
国際学校スポーツ連盟（International School Sport Federation）は、スポーツを通しての教育を目的とした国際スポーツ組織である。略称はISF。1972年に設立。

## 主催競技一覧
国際学校スポーツ連盟の種目別大会で行なわれる競技一覧。このうち、体操競技のみ4年に1度、それ以外の競技種目については隔年で競技会が開催されている。
- サッカー
- 体操競技
- バスケットボール
- ハンドボール
- バレーボール
- バドミントン
- 卓球
- 陸上競技
- クロスカントリー
- オリエンテーリング
- スキー
- 水泳